# Kalendarium powstania warszawskiego – 11 sierpnia

## 11 sierpnia, piątek

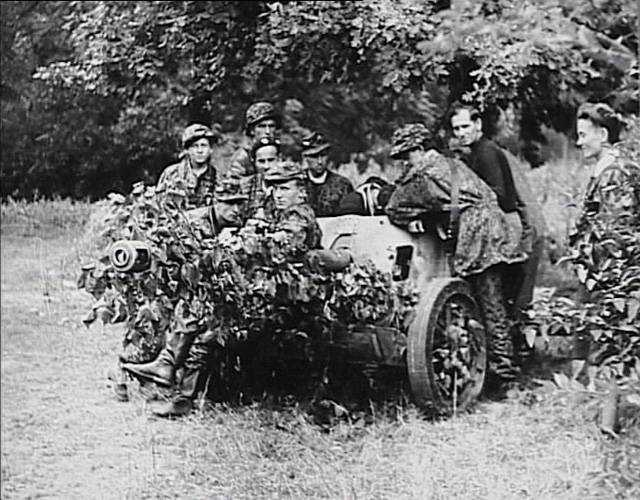
Prezentacja zdobycznego działka w Ogrodzie Krasińskich dla korespondentów prasy powstańczej. Działko zdobyli żołnierze ppor. Tadeusza Wąsowskiego „Tadzika” z I plutonu 1. kompanii „Bolek” Oddziału „Leśnik” 11 sierpnia w wypadzie na Stawki

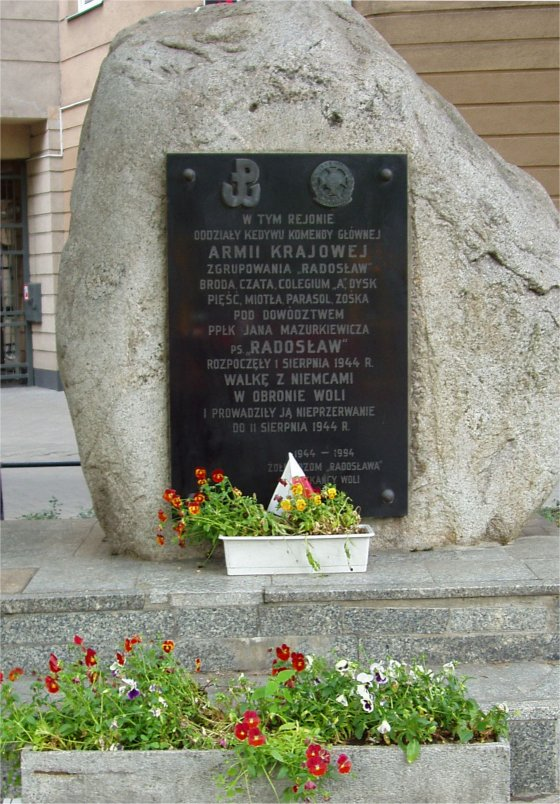
Okopowa, róg Mireckiego

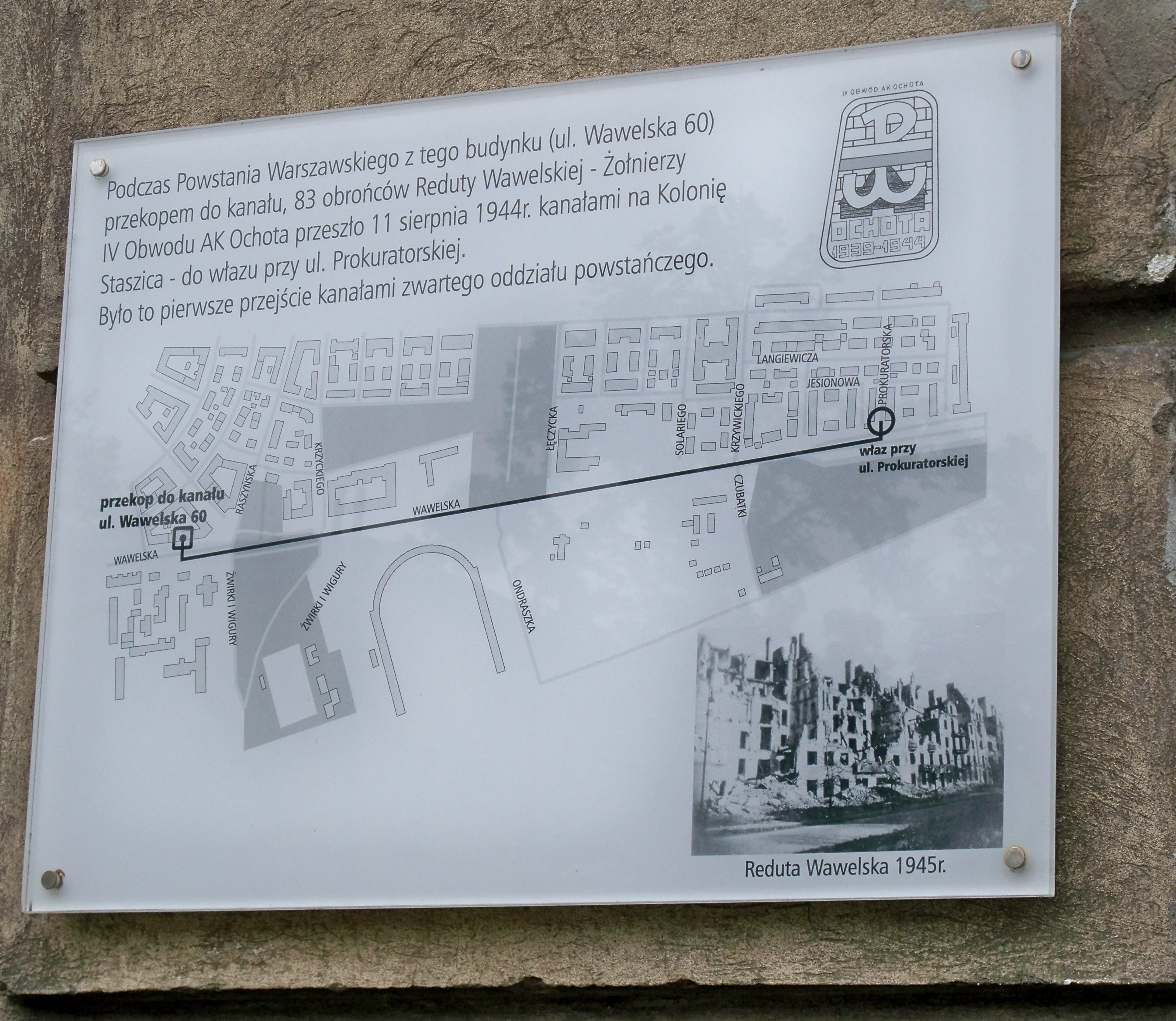
Reduta Wawelska – plan ewakuacji

Niemcy opanowali Wolę i Ochotę. Miejsce obrony przy ul. Wawelskiej 60 atakowane było od rana przez artylerię, goliaty, czołgi i piechotę. Po jego upadku (tzw. Reduty Wawelskiej) zamordowany został ksiądz i filozof Jan Salamucha.
Ciężkie walki w rejonie Stawek i Okopowej, duże straty po stronie polskiej. Ppłk Jan Mazurkiewicz (ps. „Radosław”) zostaje ciężko ranny podczas obrony Okopowej i cmentarzy, tymczasowo zastąpiony przez mjr Wacława Janaszka (ps. „Bolek”), szefa sztabu Kedywu. Batalion „Miotła” rozpoczyna obronę Muranowa i Starego Miasta, na jego odcinku północno-zachodnim.
Pierwsze odznaczenia krzyżem Virtuti Militari: IV klasy otrzymuje ppłk Jan Mazurkiewicz, a V kl. – kpt. Jan Kajus Andrzejewski (dowódca Brygady Dywersji „Broda 53”) i kpt. Franciszek Mazurkiewicz (ps. „Niebora”), brat Jana Mazurkiewicza, dowódca batalionu „Miotła” (który poległ tego dnia). Krzyż Walecznych zostaje nadany rannej łączniczce Ludmile Krajewskiej (ps. „Mila”).

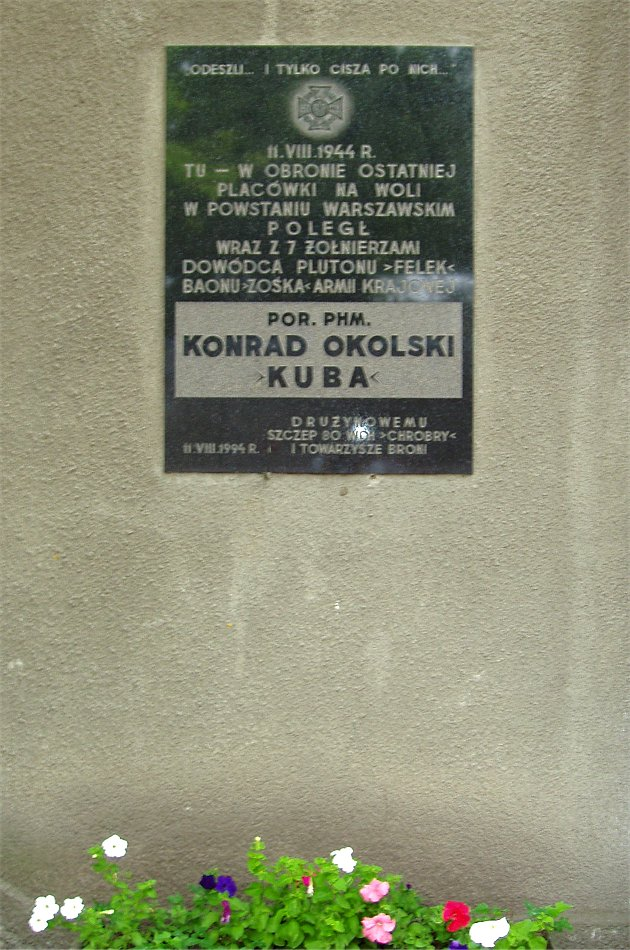
Spokojna 13

Naloty i bombardowanie Starego Miasta. W dzienniku PPS „Warszawianka” zamieszczono odezwę Żydowskiej Organizacji Bojowej pt. Do obrońców Warszawskiego Ghetta! Do pozostałych przy życiu Żydów! (treść), wzywającą do kontynuowania walki i wstępowania w szeregi powstańcze.
Podczas walk w rejonie  ul. Spokojnej na Woli zginęli tego dnia żołnierze batalionu „Zośka”: phm. ppor. Konrad Okolski, sierż. pchor. Janusz Grzymałowski, sierż. Mieczysław Olkowski i sanitariuszki Anna Zakrzewska (ps. „Hanka Biała”) i Zofia Laskowska. Tego dnia polegli także: ppor. Jerzy Berowski, sierż. Mirosław Szymanik. W walkach przy ul. Stawki zginął filolog, pracownik naukowy i dydaktyczny tajnego Uniwersytetu Warszawskiego Tadeusz Wiwatowski.